# Celleporina porosissima
Celleporina porosissima är en mossdjursart som beskrevs av Harmer 1957. Celleporina porosissima ingår i släktet Celleporina och familjen Celleporidae. Inga underarter finns listade i Catalogue of Life.